# Radschuhleiten
Radschuhleiten ist eine Rotte der Marktgemeinde Schwarzenbach im Bezirk Wiener Neustadt-Land in Niederösterreich.

## Geografie
Radschuhleiten liegt im südlichen Rosaliengebirge im niederösterreichischen Industrieviertel an der Grenze zum Burgenland. Nachbargemeinde der Marktgemeinde Schwarzenbach im Bereich der Rotte Radschuhleiten ist die Stadtgemeinde Mattersburg. Die höchste Erhebung liegt bei 639 m ü. A.

## Ortsname
„Leiten“ = steiles Gelände
„Radschuh“ = Ein Anhänger für Pferde oder Rinder hatte früher selten Bremsen, daher legte man im steilen Gelände eine Holzplatte unter mindestens ein Rad, die eine Einkerbung hat, damit sie gut am Rad saß. Zusätzlich wurde dieses Holzstück noch meist mit einer Kette am Wagen befestigt, damit es mitrutschte und das Rad nicht aus der Einkerbung herausfuhr. Man zieht dem Rad sozusagen einen Schuh an. Durch so einen „Radschuh“ blockiert das Rad und der Wagen wird im steilen Gelände nicht zu schnell.
Die Rotte Radschuhleiten, die in einer extrem steilen Leiten des südlichen Rosaliengebirges liegt, ist eine der steilsten landwirtschaftlich genutzten Flächen Schwarzenbachs und vermutlich musste man daher auf dieser Leiten Radschuhe einsetzen.

## Geschichte
Vor Christi Geburt war das Gebiet Teil des keltischen Königreiches Noricum und gehörte zur näheren Umgebung der keltischen Höhensiedlung Burg auf dem Schwarzenbacher Burgberg. Später unter den Römern lag die heutige Radschuhleiten dann in der Provinz Pannonia.
Radschuhleiten ist schon seit jeher Rotte der Marktgemeinde Schwarzenbach und teilte daher auch immer deren Geschichte.
Laut Adressbuch von Österreich waren im Jahr 1938 in Radschuhleiten zwei Landwirte mit Direktvertrieb ansässig.

## Sehenswürdigkeiten
- Mostwirtshaus Mössner